# Jalapa (Nicaragua)
Jalapa is de een stad en gemeente in het departement Nueva Segovia in Nicaragua. De stad ligt in het noorden van het land bij de grens met Honduras. De gemeente telde 67.000 inwoners in 2015, waarvan ongeveer 45 procent in urbaan gebied (área de residencia urbano) woont.

## Geschiedenis
In de jaren 80 was Jalapa de locatie van twee mislukte pogingen van de Contra's om de stad in handen te krijgen en het bestuur over te nemen. De Contra's werden gefinancierd door de CIA.

## Geografie
Jalapa ligt in het noorden van het land nabij Honduras in de Cordellia Isabelia op een hoogte van ongeveer 680 meter. De hoofdplaats bevindt zich op zo'n 300 km ten noorden van de landelijke hoofdstad Managua en 70 km ten noordoosten van de regionale hoofdstad Ocotal. Het is de noordelijkste gemeente van het departement. De gemeente beslaat een oppervlakte van 687 km² en met een inwoneraantal van 67.000 in 2015 heeft het een bevolkingsdichtheid van zo'n 98 inwoners per vierkante kilometer.

### Aangrenzende gemeenten
| Aangrenzende gemeenten | Aangrenzende gemeenten | Aangrenzende gemeenten | Aangrenzende gemeenten | Aangrenzende gemeenten |
| ---------------------- | ---------------------- | ---------------------- | ---------------------- | ---------------------- |
| Danli (H)              |                        |                        |                        | Trojes (H)             |
|                        |                        |                        |                        |                        |
| Danli (H)              | Trojes (H)             |                        |                        |                        |
|                        |                        |                        |                        |                        |
| San Fernando           |                        | El Jicaro              |                        | Murra                  |

### Klimaat
Het heeft een tropisch klimaat met een gemiddelde jaartemperatuur tussen de 23 en 24 °C en jaarlijks valt er zo'n 1400 mm neerslag.

## Economie
De economie van Jalapa is vooral gericht op de landbouw, er worden onder andere maïs, tabak en bonen verbouwd.

## Stedenbanden
Jalapa heeft stedenbanden met:
- Boulder (Verenigde Staten), sinds 1984[6]
- Champigny-sur-Marne (Frankrijk), sinds 1983[7]